# دون فریلند
دون فریلند (انگلیسی: Don Freeland؛ زادهٔ ۲۵ مارس ۱۹۲۵ در لس آنجلس، کالیفرنیا، درگذشتهٔ ۲ نوامبر ۲۰۰۷ در سن دیگو، کالیفرنیا) رانندهٔ مسابقات اتومبیل‌رانی اهل ایالات متحده آمریکا بود که از فصل ۱۹۵۳ تا ۱۹۶۰ در مجموع در هشت گراند پری از مسابقات جهانی فرمول یک شرکت کرد.
او در طول دوران فعالیت خود در فرمول یک تنها ۱ بار بر روی سکو رفت و ۴ امتیاز را نیز به نام خود به‌ثبت رساند.
فریلند در ۲ نوامبر ۲۰۰۷ در سن دیگو، کالیفرنیا درگذشت.